# Pathankot
Pathankot (del punyabí: ਪਠਾਨਕੋਟ) es una ciudad de la India en el distrito de Gurdaspur, estado de Punyab.

## Geografía
Se encuentra a una altitud de 334 m s. n. m. a 261 km de la capital estatal, Chandigarh, en la zona horaria UTC +5:30.

## Demografía
Según estimación 2010 contaba con una población de 189 971 habitantes.